# Why? (canción de Bronski Beat)
"Why?" es un sencillo de la banda británica de synth-pop Bronski Beat y apareció en su álbum de 1984 The Age of Consent.
La canción, grabada en RPM Studio en la ciudad de Nueva York y mezclada en los Townhouse Studios en Londres, siguió una fórmula musical enérgica, mientras que la letra se centró más en el prejuicio contra los homosexuales. La canción comienza con una voz cuestionadora del líder y vocalista Jimmy Somerville y el estallido de cristales rotos. Fue el segundo éxito Top 10 del trío en el Reino Unido, en toda Europa y en Australia y hoy en día se considera un himno gay popular.

## Carátula
El dibujo de la portada del sencillo, de un hombre con la cabeza entre las manos, fue realizado para la banda por el artista de Glasgow Robert McAulay, quien estaba asociado con la banda en ese momento.

## Recepción
Al revisar la canción para Melody Maker, Adam Sweeting la describió como "totalmente retorcida y trágica, especialmente cuando la cantan esas voces dolorosamente agudas (la canción está dedicada al dramaturgo gay asesinado Drew Griffiths). Al igual que Soft Cell antes que ellos, los Bronskington se adaptan a este formato frugal mejor que la mayoría, básicamente porque han tenido las agallas para hacerlo todo". Sweeting agrega que "lo que sería un aburrimiento eléctrico predecible en atuendos más ineficaces aquí adquiere el estado de obsesión, construyendo afanosamente hacia un clímax tenso y envolvente".
En una reseña de Smash Hits, Dave Rimmer escribió: "Esto fue escrito para Martin, un amigo de los Bronski que fue acosado fuera del país por los padres furiosos y violentos de su novio" y lo describió como "una continuación digna de «Smalltown Boy»". Dave Ling de Number One estuvo de acuerdo con este último punto y escribió que la canción "casi podría ser una secuela de su debut, continuando la historia de un joven gay que sufre humillación y animosidad mientras intenta vivir su vida".
En Record Mirror, la canción se describió como "que fluye con melodías desencadenadas y asesta un doble golpe mortal a tu corazón y almas (zapatos)" y que "suena algo parecido a si Sylvester conociera a Pigbag en una batalla por la supremacía en la pista de baile".

## Listas de éxitos

### Listas semanales
| Lista (1984–1985)                               | Posición máxima |
| ----------------------------------------------- | --------------- |
| Australia (Kent Music Report)                   | 10              |
| Bélgica (Flandes) (Ultratop 50)                 | 3               |
| Canadá (Canadian Hot 100)                       | 31              |
| Francia (SNEP)                                  | 8               |
| Irlanda (IRMA)                                  | 6               |
| Italy (Musica e dischi)                         | 5               |
| Países Bajos (Dutch Top 40)                     | 2               |
| Países Bajos (Mega Single Top 100)              | 6               |
| Nueva Zelanda (Recorded Music NZ)               | 11              |
| Poland (LP3)                                    | 27              |
| South Africa (Springbok Radio)                  | 7               |
| Spain (AFYVE)                                   | 10              |
| Suiza (Schweizer Hitparade)                     | 7               |
| Reino Unido (UK Singles Chart)                  | 6               |
| US Hot Dance Club Play                          | 27              |
| US Billboard Hot Dance Music/Maxi-Singles Sales | 20              |

## Versiones
- En 2006, Supermode lanzó "Tell Me Why", que contiene letras de "Why?" y muestras melódicas de otra pista de Bronski Beat titulada "Smalltown Boy".
- El músico electrónico británico Andi Fraggs ha estado interpretando "Why?" en sus shows en vivo y lo ha llamado su "himno gay favorito".[24]